# Juan Subercaseaux Errázuriz
Juan Subercaseaux Errázuriz (* 26. August 1896 in Santiago de Chile; † 9. August 1942 in Condoriaco) war ein chilenischer Geistlicher und römisch-katholischer Bischof von Linares, später Erzbischof von La Serena.

## Leben
Juan Subercaseaux Errázuriz stammte von französischen Immigranten ab. Sein Urgroßvater väterlicherseits, der Arzt Francisco Subercaseaux Breton, stammte aus Dax in Aquitanien. Juan Subercaseaux Errázuriz kam am 26. August 1896 als viertes Kind des Malers, Diplomaten und Politikers Ramón Subercaseaux Vicuña und seiner Frau Amalia Errázuriz Urmeneta, Autorin des Buches Roma del Alma, in Santiago de Chile zur Welt. Seine älteren Geschwister waren der Maler und Benediktiner-Mönch Pedro Subercaseaux Errázuriz und der Unternehmer und Diplomat Luis Subercaseaux Errázuriz. Darüber hinaus hatte er noch einen jüngeren Bruder und zwei jüngere Schwestern. Juan Subercaseaux Errázuriz wuchs in einer tief religiösen katholischen Familie auf. Sein Vater war mehrere Jahre chilenischer Botschafter beim Heiligen Stuhl. Seine religiöse Erziehung erhielt er durch den Priester Miguel León Prado, den späteren ersten Bischof des Bistums Linares.
Juan Subercaseaux Errázuriz besuchte zunächst die angesehene Jesuitenschule San Ignacio in Santiago de Chile. Anschließend wechselte er zum Studium an das Priesterseminar von Santiago. Am 3. April 1920 empfing er in Santiago de Chile die Priesterweihe. Er ging dann zum Studium an der Päpstlichen Diplomatenakademie nach Rom. Er wurde sowohl in Theologie als auch in Philosophie promoviert und kehrte anschließend nach Chile zurück. Am 23. Februar 1935 ernannte ihn Papst Pius XI. zum Nachfolger von Miguel León Prado als Bischof von Linares. Der Apostolische Nuntius in Chile, Erzbischof Ettore Felici, spendete ihm am 28. April desselben Jahres die Bischofsweihe. Mitkonsekratoren waren der Bischof von Concepción, Gilberto Fuenzalida Guzmán, und der emeritierte Bischof von Temuco, Prudencio Contardo Ibarra CSsR. Die Amtseinführung im Bistum Linares fand am 12. Mai 1935 statt.
Am 8. Januar 1940 ernannte ihn Papst Pius XII. zum Erzbischof von La Serena. Die Amtseinführung fand am 9. April desselben Jahres statt. Zwei Jahre später kam er im Alter von nur 45 Jahren bei einem Verkehrsunfall ums Leben.

## Werke
- La Bula „Divini Cultus Sanctitatem“ de S.S. Pío XI con un breve comentario por Mons. Imprenta de San José, Santiago de Chile 1929.
- mit Alfredo Silva Santiago: Consagración episcopal de los Excmos. y Rvmos. Imprenta La Ilustración, Santiago de Chile 1935.
- Carta pastoral que el excmo. y revmo. Imprenta Universitaria, Santiago de Chile 1936.